# Derazjnja
Derazhnia (ukrainsk: Деражня; polsk: Dzierażnia; også Derazhnya) er en by og jernbanestation i Khmelnytskyj rajon, Khmelnytskyj oblast (provinsen) i det vestlige Ukraine. Derazhnia ligger ved bredden af Vovk (der betyder ulv på ukrainsk), 42 km øst for det regionale centrum Khmelnytskyj. Den er et vigtigt jernbaneknudepunkt på strækningen Lviv-Khmelnytskyj-Zhmerynka. Derazhnia havde i henhold til folketællingen i 2001 10.500 indbyggere. Den er hjemsted for administrationen af Derazhnia urban hromada, en af Ukraines hromadaer. Postnummer for Derazhnia er 32200. Religiøst tilhører de lokale ukrainske indbyggere hovedsageligt den Ukrainsk-ortodokse kirke. Derazhnia Milk Plant er en af de vigtigste virksomheder i byen. Den lokale sukkerfabrik var den 5. største i Ukraine, men blev nedlagt fra slutningen af 1990'erne - begyndelsen af det 21. århundrede. Der er også kemisk industri og teglværksindustri.
Byen har en befolkning på omkring 9.917 (2021).